# ナマで膣内をいっぱいにして。
『ナマで膣内をいっぱいにして。』（ナマでなかをいっぱいにして。）は、友野ヒロによる日本の成人漫画。

## undaer 10

### 登場人物
考介
カフェでバイトをしている青年。好きな女性下着の色は黒。里花とエッチをするまでは童貞だった。
里花
人妻。考介とは考介が働くカフェで出会った。夫は浮気性で関係は冷え切っており、それが考介との関係にのめりこむ一因。

## キューティービースト

### 登場人物
秋人
眼鏡をかけた青年。由香と付き合っているが一線をまだ超えていないが思い切った告白をした由香と遂にエッチをする。詳しい描写はないが由香の台詞から仕事はしている模様。
高宮由香
秋人の大学の同級生。秋人曰く、普段は小動物みたいで可愛い。女子高出身で男性と関わる機会があまりなかった。処女であり秋人とは一線を越えていなかったが実際にはエッチに対する興味は強く、毎日エッチなサイトを見ている。秋人に思い切った告白をし、処女喪失を経験する。

## 甘♥雨宿り

### 登場人物
徹
佳子の義理の兄（佳子の姉の夫）。会社員で本社営業部所属。
佳子
徹の義理の妹（徹の妻の妹）。美術部で将来は公務員を志望している。
紀子
徹の妻。佳子の姉。夫のことは「徹さん」と呼んでいる。

## 修学旅行の夜に

### 登場人物
柳田拓
主人公。キスは何度もしたがHはしたことがない。
茂呂亜希
拓と付き合って6ヶ月になる。処女。かなりの巨乳でゆり子がいうには「柔らかくて弾力がある。乳首は誰よりもピンク色」、亜希の生乳を初めて見た拓からは「白くて透明感があって、プルプル」と評される。普段は大人しいがコンドームを持ち歩くなど性には積極的。
末永ゆり子
亜希の友人。

## オーダー♥メイド

### 登場人物
直人
主人公。野乃花とは付き合ってはいないが互いに両想い。
野乃花
京子の友人で直人とも顔なじみ。処女。実はコスプレイヤー。コスプレの時はヌーブラ。声優にも憧れていて練習している。コスプレすると性格が変わる。

## ふしだらフレンド

### 登場人物
ヒロヤ
大学生。
高鳥梓
ヒロヤの同級生。ブラのサイズはF。ヒロヤからは陶器みたいな肌と評される。

## ゲームセンターの中心で愛を叫ぶ

### 登場人物
渡邊一馬
年は29歳。
小熊久美子
家出少女。年は一馬が言うには10代。初対面の一馬に堂々と乳首を見せるなど大胆な性格だがプリクラの中でフェラをすることになった際は嫌がった。

## ビューティフルマンデー

### 登場人物
金井
眼鏡をかけた男性社員。誤発注をした深津を脅して肉体関係を持ったが実はその誤発注をしたのは金井。
深津愛美
女性社員。高校と大学は女子校出身。社内のアイドル的存在。誤発注をしてしまい、それをしった金井にゆすられて肉体関係を持つ。実は男性とは縁のない生活を送っていたこともあり処女で金井にずっと恋焦がれていた。

## ラストバージン

### 登場人物
孝介
大学生。芽衣からはセックスフレンド扱いをされている。
上条芽衣
孝介と同じ大学。失恋するたびに孝介の家にくる。学生だが就活はしていない。

## 書籍
- 友野ヒロ『ナマで膣内をいっぱいにして。』辰巳出版、全1巻

1. 2016年11月30日初版発行